# Петросаарі
Петроса́рі (рос. Петросари, карел. Petrosaari) — невеликий острів у Ладозькому озері. Належить до групи Західних Ладозьких шхер. Територіально належить до Лахденпохського району Карелії, Росія.
Має округлу форму, в діаметрі 0,6 км.
Розташований біля східного берега острова Кільпола. Повністю вкритий лісами.